# Origo Gentis Langobardorum
Origo Gentis Langobardorum (česky Původ kmene Langobardů) je krátký latinský zápis ze 7. století, který popisuje mytické založení kmene Langobardů. První část zápisu popisuje původ a pojmenování Langobardů, další zápisy připomínají spíše královskou listinu. Zápisy popisují Langobardy až do vlády krále Perctarita v letech 672 až 688.

## Rukopisy
Zápisy se dochovaly ve třech kodexech, většinou obsahující spisy sestavené za vlády krále Rothara a známé jako Edictum Rothari či Leges Langobardorum. Jako takové se Origo Gentis Langobardorum dochovalo ve třech rukopisech. První z rukopisů pochází z 9. či 10. století a je uložen v Modeně. Druhý rukopis je datován přibližně do roku 1005 a je uložen v Cava de' Tirreni, poslední rukopis z 10. či první poloviny 11. století je uložen v národní knihovně v Madridu.
Záznamy Origo Gentis Langobardorum jsou poměrně detailně shrnuty v díle Historia Langobardorum od Paula Diacona, historika královského dvora Karla Velikého. Legendu o původu Langobardů Paulus Diaconus popsal v samostatné úvodní části díla šestisvazkového díla. Zatímco zápisy Origo Gentis Langobardorum se dochovaly pouze ve třech kopiích, dílo Historia Langobardorum od Paula Diakona se dochovaly ve stovkách středověkých opisů.